# Rainn Wilson
Rainn Dietrich Wilson (Woodinville, 20 gennaio 1966) è un attore statunitense, noto per il ruolo di Dwight Schrute nella serie televisiva The Office (2005-2013).

## Biografia
Nato nello stato di Washington, è figlio di Shay Cooper, un'insegnante di yoga e attrice, e Robert G. Wilson, scrittore e consulente finanziario. Studia presso la Kellogg Middle School e la Shorecrest High School, successivamente studia teatro alla Tufts University e alla University of Washington. Intraprende un master alla New York University ed entra a far parte della compagnia teatrale The Acting Company.
Debutta nel film del 1999 Galaxy Quest, in seguito ottiene piccole parti nei film Quasi famosi, I perfetti innamorati e Full Frontal. Ha al suo attivo apparizioni in serie televisive come Streghe, Detective Monk, CSI - Scena del crimine, Numb3rs ed Entourage. Nel 2003 partecipa all'horror di Rob Zombie La casa dei 1000 corpi, tra il 2003 e il 2005 interpreta l'eccentrico assistente mortuario nella serie televisiva della HBO Six Feet Under, dopo questo ruolo ottiene parti sempre più importanti e lavora nei film Sahara, La mia super ex-ragazza, Mimzy - Il segreto dell'universo e Juno.
Wilson ottiene la popolarità nel 2005, grazie al ruolo di Dwight Schrute nella serie televisiva statunitense The Office. Nel 2007 gira uno spot per la Nike, che per colonna sonora aveva la canzone 10 lb Mustache, tratta dall'album The Man in a Blue Turban with a Face degli americani Man Man. Nel 2008 ottiene il suo primo ruolo da protagonista nella commedia di Peter Cattaneo The Rocker - Il batterista nudo. Presta la voce al cattivo del film d'animazione Mostri contro alieni e recita in Transformers - La vendetta del caduto di Michael Bay, sequel di Transformers del 2007.
Nel 2017 interpreta personaggio di Harry Mudd in due episodi della prima stagione della serie televisiva di fantascienza del franchise di Star Trek, Star Trek: Discovery, precisamente gli episodi quinto Scegli il tuo dolore (Choose Your Pain) e settimo Toglie di senno fin anche i più saggi (Magic to Make the Sanest Man Go Mad). Riprende poi il ruolo nel 2019, nella prima stagione della serie antologica Star Trek: Short Treks, interpretando il quarto cortometraggio Maestro di evasioni (The Escape Artist). L'iconico personaggio di Harry Mudd era già apparso precedentemente in due episodi della serie classica di Star Trek, dov'era interpretato da Roger C. Carmel, e in uno della serie animata del 1973.

### Vita privata
È sposato dal 1995 con l'autrice Holiday Reinhorn, la coppia ha un figlio, Walter Mckenzie, nato nel 2004.
Nel novembre 2021, l'attore annuncia sul suo profilo Twitter che avrebbe cambiato il suo nome in Rainnfall Heat Wave Extreme Winter Wilson, in segno di protesta contro il cambiamento climatico, ma non realmente cambiato legalmente.

## Filmografia parziale

### Attore

#### Cinema
- Galaxy Quest, regia di Dean Parisot (1999)
- Quasi famosi (Almost Famous), regia di Cameron Crowe (2000)
- I perfetti innamorati (America's Sweethearts), regia di Joe Roth (2001)
- Full Frontal, regia di Steven Soderbergh (2002)
- La casa dei 1000 corpi (House of 1000 Corpses), regia di Rob Zombie (2003)
- Sahara, regia di Breck Eisner (2005)
- La mia super ex-ragazza (My Super Ex-Girlfriend), regia di Ivan Reitman (2006)
- Mimzy - Il segreto dell'universo (The Last Mimzy), regia di Robert Shaye (2007)
- Juno, regia di Jason Reitman (2007)
- The Rocker - Il batterista nudo (The Rocker), regia di Peter Cattaneo (2008)
- Transformers - La vendetta del caduto (Transformers: Revenge of the Fallen), regia di Michael Bay (2009)
- Super - Attento crimine!!! (Super), regia di James Gunn (2010)
- Hesher è stato qui (Hesher), regia di Spencer Susser (2010)
- Peep World, regia di Barry W. Blaustein (2010)
- Few Options, regia di George A. Pappy Jr. (2011)
- The Stream, regia di Estlin Feigley (2013)
- Cooties, regia di Jonathan Milott e Cary Murnion (2014)
- The Boy, regia di Craig William Macneill (2015)
- Io, Dio e Bin Laden (Army of One), regia di Larry Charles (2016)
- Shimmer Lake, regia di Oren Uziel (2017)
- Shark - Il primo squalo (The Meg), regia di Jon Turteltaub (2018)
- Blackbird - L'ultimo abbraccio (Blackbird), regia di Roger Michell (2019)
- Non dirlo a nessuno (Don't Tell a Soul), regia di Alex McAulay (2020)
- Weird - La storia di Al Yankovic (Weird: The Al Yankovic Story), regia di Eric Appel (2022)
- Jerry e Marge giocano alla lotteria (Jerry and Marge Go Larg), regia di David Frankel (2022)
- Missing, regia di Will Merrick e Nick Johnson (2023)
- In viaggio con mio figlio (Ezra), regia di Tony Goldwyn (2023)

#### Televisione
- CSI - Scena del crimine - serie TV, episodio 1x23 (2000)
- Streghe (Charmed) – serie TV, episodio 3x09 (2001)
- Dark Angel – serie TV, episodio 1x18 (2001)
- Detective Monk (Monk) – serie TV, episodio 2x02 (2003)
- Six Feet Under – serie TV, 13 episodi (2003-2005)2
- Numb3rs – serie TV, episodio 1x03 (2006)
- The Office – serie TV, 201 episodi (2005-2013)
- Backstrom – serie TV, 13 episodi (2015)
- Star Trek: Discovery – serie TV, episodi 1x05-1x07 (2017)
- Star Trek: Short Treks – serie TV, episodio 1x04 (2019)
- Mom – serie TV, 9 episodi (2019-2021)
- Utopia – serie TV (2020)
- The Rookie – serie TV, episodio 3x07 (2021)
- Dark Winds – serie TV, 6 episodi (2022)
- Lezioni di chimica (Lessons in Chemistry) – miniserie TV, 4 puntate (2023)

### Doppiatore
- Mostri contro alieni (Monsters vs. Aliens), regia di Rob Letterman e Conrad Vernon (2009)
- The Death of Superman, regia di Jake Castorena e Sam Liu (2018)
- Batman: Hush, regia di Justin Copeland (2019)
- IF - Gli amici immaginari (IF), regia di John Krasinski (2024)

## Doppiatori italiani
Nelle versioni in italiano delle opere in cui ha recitato, Rainn Wilson è stato doppiato da:
- Oreste Baldini in Sahara, Law & Order - Unità vittime speciali, Hesher è stato qui, Non dirlo a nessuno
- Alessandro Quarta in Star Trek: Discovery, Shark - Il primo squalo, Jerry e Marge giocano alla lotteria, In viaggio con mio figlio
- Luigi Ferraro in Detective Monk, Mimzy - Il segreto dell'universo
- Massimo Bitossi in Transformers - La vendetta del caduto, Utopia
- Christian Iansante in I perfetti innamorati, Numb3rs
- Paolo Vivio in The Office
- Franco Mannella in Super - Attento crimine!!
- Simone Mori in Juno
- Riccardo Rossi in CSI - Scena del crimine
- Luca Ghignone in Shimmer Lake
- Alessio Cigliano in Backstrom
- Stefano Crescentini in La mia super ex-ragazza
- Mino Caprio in Six Feet Under
- Massimo Giuliani in The Rocker - Il batterista nudo
- Marco De Risi in Io, Dio e Bin Laden
- Vittorio Guerrieri in Blackbird - L'ultimo abbraccio
- Osmar Santucho in The Rookie

Da doppiatore è sostituito da:
- Davide Lepore in Mostri contro alieni, Mostri contro alieni - Zucche mutanti venute dallo spazio, I Puffi - Viaggio nella foresta segreta
- Fabrizio Temperini in Batman: Hush

## Opere

### Libri
- Soul Boom, perché è ora di rimettere l'anima al centro, traduzione di Francesco Peri, Milano, Piemme, 2024, ISBN 978-88-566-9204-4.